# Atwar Bahjat
Atwar Bahjat (Samarra, 7 de junio de 1976- ibidem 22 de febrero del 2006) fue una periodista, corresponsal y escritora iraquí.
Autora de una colección de poemas titulada Tentaciones de la violeta y de una única novela, El pésame blanco. Su padre murió cuando ella tenía 16 años en Samarra (Irak) y, desde entonces, tuvo que encargarse del sustento de su madre y su única hermana, Izar.
Después de graduarse en la universidad, trabajó en algunos periódicos, revistas y canales televisivos, hasta que pasó a ser reportera en el Canal Satelital de Irak presentando programas culturales. Después de la invasión de Irak del 2003, trabajó para diversos canales de televisión hasta que se asentó en el canal catarí Al Jazeera. Sin embargo, acabó dimitiendo de su puesto en protesta por las críticas hacia el ayatolá (representante religioso del Chiismo) Ali al-Sistani en el programa televisivo de debates La Dirección Opuesta (The Oppoosite Direction). Después de su dimisión, durante las tres semanas anteriores a su asesinato, trabajó para el canal Al-Arabiya.
La mañana del miércoles 22 de febrero fue secuestrada y asesinada, junto a su equipo de grabación, por un comando no identificado mientras cubría la noticia de la explosión de la Mezquita Al Askari en Samarra.

## Comienzos
Bahjat se graduó en filología árabe en la Facultad de Letras de la Universidad de Bagdad en 1998 y luego se dedicó a la poesía. Su interés por la cultura la llevó a frecuentar las veladas literarias que se celebraban cada miércoles en la sede de la Unión de Escritores Iraquíes en Bagdad.
Tras este período dedicado a la poesía, se ocupó de las secciones culturales de la revista Alif Baa y del periódico Al-Jomhoriya. Más tarde, trabajó en varios periódicos, tanto diarios como semanales, publicados durante el gobierno del expresidente iraquí Sadam Huseín.

## Circunstancias de su asesinato
Hay muchos informes contradictorios sobre el asesinato de Bahjat, pero en todos ellos se establece que, cuando fue a Samarra para cubrir la noticia del bombardeo de la Mezquita Al Askari el 22 de febrero de 2006, fue secuestrada por grupos anónimos y hallada asesinada al día siguiente.
Uno de sus compañeros dijo que fue asesinada a disparos, pero fuentes más fiables confirmaron que fue degollada. Asimismo, se filtró ampliamente en internet un vídeo obtenido del teléfono móvil de uno de los integrantes del comando donde se muestra cómo le cortaron la garganta con un corte largo.
Los autores del homicidio fueron capturados poco después del crimen y, uno de ellos habló en el canal televisivo Al-Arabiya el 11 de agosto de 2008 sobre los detalles del asesinato de Bahjat. Por otro lado, algunos dijeron que había recibido un disparo antes de ser degollada y que la dejaron desangrándose sin ayudarla durante horas.